# أرخبيل فرنسوا جوزيف

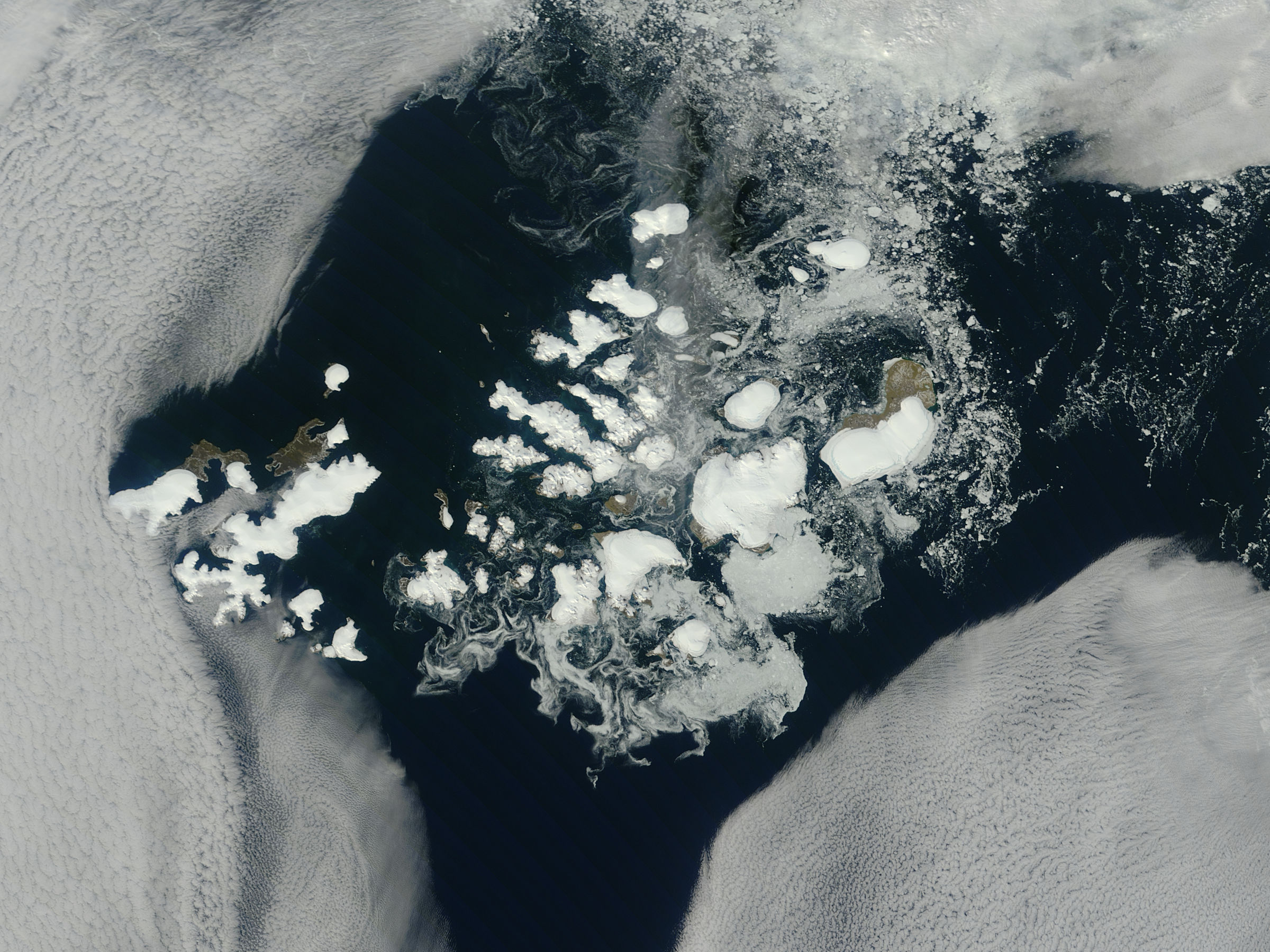
فرانز جوزيف لاند، صورة التقطتها وكالة ناسا (NASA) من خلال الأقمار الصناعية في أغسطس 2011.

فرانز جوزيف لاند'''' أو لاند فرانسيس جوزيف ((الروسية: Земля Франца-Иосифа), Zemlya Frantsa-Iosifa) هو أرخبيل يقع في أقصى شمال روسيا. والذي يقع في المحيط المتجمد الشمالي شمال نوفايا زيمليا وشرق سفالبارد ويحكمه الكيان الفيدرالي أرخانجيلسك أوبلاست. يتكون أرخبيل فرانز جوزيف لاند من 191 جزيرة مغطاة بالجليد بمساحة إجمالية قدرها . ولا يوجد سكان أصليون به ولكن تم بناء عدة مستوطنات بواسطة المستوطنين الروس. وهم يعتمدون فقط على الفظ ولحم عجل البحر.
ويقع الأرخبيل في خطوط عرض بين 80.0 درجة و81.9 درجة شمالاً، وهو مجموعة الجزر التي تقع أقصى الشمال والمرتبطة بـأوراسيا. وتعد أبعد نقطة في أقصى الشمال هي كيب فليجلي على جزيرة رودولف. ويقع الأرخبيل على بعد من القطب الشمالي، وتعد الجزر الواقعة أقصى الشمال هي الأقرب إلى القطب من أي أرض أخرى باستثناء جزيرة إيلسمير في كندا وجزيرة جرينلاند.
وربما يكون أول من اكتشف الأرخبيل هم صيادي الفقمة النرويجيين نيلز فريدريك رونبيك (Nils Fredrik Rønnbeck) وآيديجارفي (Aidijärvi) اللذان كانا على متن المركب الشراعي سبيدزبيرجين (Spidsbergen) عام 1865م واللذان أبحرا، وفقًا لتقارير نادرة، شرقًا من سفالبارد حتى وصلا إلى أرض جديدة يشار إليها باسم نوردوست-سبيتسبيرجين (سبيتسبيرجين هو الاسم المعاصر للسفالبارد). وغير معروف ما إذا ذهبوا للشاطئ وسرعان ما تم نسيان الجزر الجديدة.
حدث الاكتشاف المعترف به رسميًا عام 1873م من قبل البعثة النمساوية المجرية إلى القطب الشمالي بقيادة مستكشفي القطب الشمالي جوليوس فون باير (Julius von Payer) وكارل ويبريخت (Karl Weyprecht). وأطلق عليهما اسم الأرخبيل تكريمًا لإمبراطور الإمبراطورية النمساوية المجرية فرانز جوزيف الأول (Franz Joseph I). ولأن البعثة تمت برعاية خاصة وغير رسمية، لم تكن هذه الجزر جزءًا من النمسا.
وفي عام 1926م استولى الاتحاد السوفيتي على الجزر، واستقر بها عدد قليل من الناس لأغراض بحثية وعسكرية. ولم يكن الوصول إليها ممكنًا إلا لأسابيع قليلة في الصيف وكان الأمر يتطلب استخراج تصريح خاص لزيارة الجزر.

## قائمة المصادر
- Andreas Umbreit, SPITSBERGEN: Svalbard, Franz Josef Land, Jan Mayen, Bradt Travel Guides, U.K, 2005
- Valerian Albanov. In the Land of White Death.
- Karl Weyprecht, Die Metamorphosen des Polareises. Österr.-Ung. Arktische Expedition 1872-1874 (The Metamorphosis of Polar Ice. The Austro-Hungarian Polar Expedition of 1872-1874)
- Julius von Payer, New Lands within the Arctic Circle (1876)
- Andreas Pöschek, Geheimnis Nordpol. Die Österreichisch-Ungarische Nordpolexpedition 1872-1874. - Wien: 1999 (Available as PDF)
- William Barr, The First Tourist Cruise in the Soviet Arctic.
- I. Gjertz, B. Mørkved, "Norwegian Arctic Expansionism, Victoria Island (Russia) and the Bratvaag Expedition", Arctic, Vol. 51, No. 4 (December 1998), P. 330-335 (Available as PDF)
- H. Straub, Die Entdeckung des Franz-Joseph-Landes (discovery report), Styria-Verlag, Austria 1990.
- Christoph Höbenreich (2007): "EXPEDITION FRANZ JOSEF LAND. In der Spur der Entdecker nach Norden". Expeditionsbook on the Payer-Weyprecht-Memorialexpedition 2005, the Austro-Hungarian Northpolar-Expedition 1872-1874, the journey of the icebreaker Kapitan Dranitsyn 2006 und an expedition-chronic (publishing house Frederking-Thaler, Munich, (ردمك 978-3-89405-499-1).

## وصلات خارجية
- Names in Russian
- Payer-Weyprecht Memorial-Expedition Franz Josef Land 2005 (DE)
- List of Arctic expeditions
- Polar literature (In Norwegian)
- Names and locations of islands of Franz-Joseph-Land
- Geographical search engine for names of Franz-Joseph-Land islands
- World's northernmost Christian church

الخرائط
- http://ccnmtl.columbia.edu/projects/poles/mapslides/nansen/
- http://mapu3738.narod.ru/indexu37383940.html